# نیروگاه هسته‌ای بلیاس
نیروگاه هسته‌ای بلیاس (به فرانسوی: Centrale nucléaire du Blayais) یک نیروگاه هسته‌ای در فرانسه است که در Braud-et-Saint-Louis واقع شده‌است.